# Georg Lanzenberger
Georg Lanzenberger (* 24. März 1897 in Glonn bei Grafing; † 23. Mai 1989 ebenda) war ein deutscher Kunstmaler.

## Leben
Lanzenberger stammte aus einer Glonner Gastwirtsfamilie. Der Vater war von 1899 bis 1912 Bürgermeister der Marktgemeinde. 1914 wollte Lanzenberger mit seinem Schulfreund Karl Koller nach Südamerika auswandern, kam aber nur bis England. Während Koller mit dem letzten Schiff noch zurückreisen konnte, kam Lanzenberger nach Kriegsausbruch 1914 in ein Internierungslager auf der Isle of Man. Hier wurde er Schüler des gleichfalls internierten Bildhauers Gustav Adolf Bredow (1895–1950), der im Lager eine Zeichenschule eingerichtet hatte, und des österreichischen Malers Toni Binder (1848–1944). Zurückgekehrt besuchte Lanzenberger in München die Staatsschule für angewandte Kunst. Seine Professoren waren u. a. Willi Geiger (1878–1971), Olaf Gulbransson (1873–1958) und der Kirchenmaler Carl Johann Becker-Gundahl (1856–1925).
Anschließend richtete er sich in der Schellingstraße ein Atelier ein. Am 2. Juni 1932 heiratete er Anna (Maria) Stettmayer (Augsburg 4. Januar 1900 – München 20. April 1986), eine Tochter des Pfarrmesners Kaspar Stettmayer von St. Benno in München. Nach Glonn zurückgekehrt, bezog er als Mieter das ehemalige Forstmeisterhaus Filzen Nr. 3 an der Bahnstation Zinneberg. Zu seinem Lebensunterhalt betrieb er zeitweise eine Schafzucht und eine Hühnerfarm. Reisen führten ihn nach Ungarn und Holland. Zum 1. Mai 1933 trat Lanzenberger der NSDAP bei (Mitgliedsnummer 1.927.782). Von 1933 bis 1945 war er Bürgermeister von Glonn. Wie alle Mitglieder der NSDAP, die eine öffentliche Funktion ausgeübt hatten, wurde er zusammen mit bis zu 12.000 Männern und Frauen ab 1945 im amerikanischen Internierungslager Garmisch und anschließend im Internierungslager Moosburg festgehalten.
1947 kehrte Lanzenberger zurück, im Spruchkammerverfahren als „Mitläufer“ eingestuft. Er setzte nun seine Maltätigkeit fort. Nach dem Tod seines Bruders Maximilian 1952 übernahm er für einige Zeit nebenher die Betreibung des Glonner Kinos in der väterlichen Gastwirtschaft „Zur Lanz“. In den folgenden Jahren zog es ihn mehrmals an den Gardasee, nach St. Angelo auf Ischia und die kleine Nachbarinsel Procida, um dort südländische Stimmungen auf seine Leinwand zu bannen. Zu seinem 75. Geburtstag zeichnete ihn Bürgermeister Anton Decker (tätig 1960–1972) mit einer Ehrengabe aus. Nach Lanzenbergers Tod gelangte das Haus in der Filzen, das er nach 1947 durch Kauf für 5000 DM erworben hatte, in fremde Hände. Der Nachlass ging dadurch verloren. 1997 bot eine von dem Glonner Galeristen Hans Kotzinger (1919–2006) organisierte Gedenkausstellung in der ehemaligen Klosterschule eine repräsentative Auswahl aus seinem Schaffen. Nach Fotos des Großneffen Bernhard Münster von Gemälden in der Ausstellung und weiteren Gemälden, die durch Nachforschungen des Glonner Chronisten und Heimatpflegers Hans Obermair festgestellt worden waren, erstellte dieser als Teilrekonstruktion ein zwangsläufig unvollständiges Werkverzeichnis. Nach eigenen Angaben hat Lanzenberger ein paar tausend Bilder gemalt, ohne eine Dokumentation anzufertigen.

## Künstlerische Tätigkeit
In den 1920er Jahren war Lanzenbergers Malstil von der „Neuen Sachlichkeit“ beeinflusst. Anfangs arbeitete er auch in Fresco. 1926 schuf er u. a. zehn Aquarelle auf Wanderungen im oberen Lechtal und in der Gegend am Arlberg (Tirol). 1927 wurde sein Gemälde „Mädchen mit Blumen“ im Münchner Glaspalast ausgestellt. Seine frühen Bilder hat er zumeist vernichtet. In den späteren Jahren widmete er sich vorwiegend der Landschaftsmalerei, ohne sich einer bestimmten Kunstrichtung anzuschließen. Es entstanden Ölgemälde von Häusern, Kirchen und oberbayerischen Landschaften, zumeist aus der Gegend um Glonn, außerdem ländliche Szenen und Blumenstillleben. Gelegentlich arbeitete er auch wieder in Fresco. Im Schulhaus Glonn stellte er in einem Wandbild die heimische Tierwelt dar und schuf darin auch einem Fabelwesen, dem „Kreißn“, eine Heimstatt. Es ist heute von einer Holzwand verdeckt. An der Außenwand der Schule entstand ein Gemälde „Hans im Glück“. Weitere kleine Fresken zierten einzelne Häuser in Glonn und in Südtirol. Seit den 1960er Jahren widmete sich Lanzenberger auch der Hinterglasmalerei mit der Darstellung von Kirchen und Kapellen aus dem Umkreis von Glonn. Ausstellungen seiner Bilder fanden in München, Düren, Lugano, Bad Aibling und seit 1961 mehrmals in Glonn statt.